# آرسنیک تری‌کلرید
آرسنیک تری‌کلرید (به انگلیسی: Arsenic trichloride) با فرمول شیمیایی AsCl3 یک ترکیب شیمیایی با شناسه پاب‌کم 24570 است. که جرم مولی آن 181.28 g/mol می‌باشد. شکل ظاهری این ترکیب، مایع بی‌رنگ است.